# Cincinnata schoutedeni
Cincinnata schoutedeni är en skalbaggsart som beskrevs av Stefan von Breuning 1935. Cincinnata schoutedeni ingår i släktet Cincinnata och familjen långhorningar. Inga underarter finns listade i Catalogue of Life.